# Vilnis Ķirsis
Vilnis Ķirsis (ur. 20 sierpnia 1980 w Rydze) – łotewski ekonomista i polityk, poseł na Sejm XI i XII kadencji, wiceminister, od 2023 mer Rygi.

## Życiorys
Kształcił się w Gimnazjum Hanzeatyckim w Rydze. W 2004 roku ukończył studia na Wydziale Ekonomii i Zarządzania Uniwersytetu Łotewskiego, uzyskując stopień magistra. Zanim wszedł do polityki, pracował jako konsultant w spółce przyrodniego brata "Dambekalns". 
Przed wyborami w 2011 roku zaangażował się w działalność w Partii Reform Zatlersa, z ramienia której bez powodzenia kandydował do Sejmu XI kadencji. Mandat posła sprawował w latach 2013-2014. W wyborach w 2014 został wybrany na Sejm XII kadencji z listy Jedności. Parlamentarzystą pozostał do 2017, gdy wybrano go po raz pierwszy w skład rady miejskiej Rygi.
Był parlamentarnym sekretarzem w Ministerstwie Gospodarki z ramienia Partii Reform, a także doradcą ministra spraw zagranicznych ds. ekonomii i energetyki. W wyborach lokalnych z 2020 roku był kandydatem Nowej Jedności na mera Rygi. 2 października 2020 został zaprzysiężony jako wicemer ds. rozwoju miejskiego, planowania oraz transportu. 5 lipca 2023 czasowo objął obowiązki nowego mera, zaś 17 sierpnia został wybrany przez radę miejską na nowego mera. 
Żonaty z lekarką Elīną Zvaigzne-Ķirse, ślub wzięli w trakcie pandemii Covid-19. Wychowują wspólnie syna. Jego ojciec był radnym Rygi, matka także działała w partii politycznej. Starszy brat jest współzałożycielem browaru "Valmiermuižas alus".

## Źródła
- Vilnis Ķirsis. puaro.lv. [dostęp 2023-09-13]. (łot.).